# 2001年欧洲超级杯
2001年欧洲超级杯是第26届欧洲超级杯。赛事于2001年8月24日在摩纳哥路易二世体育场举行，对阵双方为2000/01赛季欧洲冠军联赛拜仁慕尼黑和2000-2001赛季歐洲足協盃冠军利物浦。
利物浦最终以3-2赢得冠军，赢得他们的第二座欧洲超级杯。懷斯在上半场为利物浦首开纪录，赫斯基半场前再入一球扩大比分。下半场开始不久欧文的进球让利物浦3-0领先。虽然拜仁慕尼黑由薩利哈米季奇和扬克尔追回两球，但无法挽回败局。

## 背景

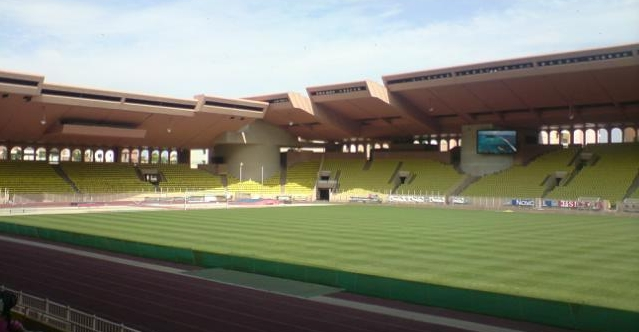
路易二世体育场举办了1998年到2012年所有的欧洲超级杯

拜仁慕尼黑在2001年欧洲冠军联赛决赛上与巴伦西亚在120分钟内1-1战平，通过点球大战中以5-4战胜对手夺得欧冠，获得欧洲超级杯资格。这是拜仁慕尼黑第3次出现在欧洲超级杯上，前2次是在1975和1976年，但分别负于基辅迪纳摩和安德莱赫特。
利物浦在2001年歐洲足協盃決賽中通过加时以5-4战胜阿拉维斯体育夺得他们的第3座联盟杯，获得第4次参加欧洲超级杯的资格。此前参加过1978、1978和1984年3届超级杯比赛，其中在1977年战胜汉堡夺冠。另外2次是在1978和1984年，但分别负于安德莱赫特和尤文图斯。
这场比赛之前，拜仁慕尼黑已经进行了4场德甲比赛，战绩为2胜1平1负。利物浦在欧冠资格赛中9-1战胜哈卡晋级正赛，并作为上赛季英格蘭足總盃冠军参加慈善盾，以2-1战胜曼联夺冠。此外他们在英超首轮中2-1战胜西汉姆联。
两队在赛前都受到伤病影响。拜仁慕尼黑队中绍尔、埃芬伯格、塞尔吉奥和耶雷米斯因伤不能出战。利物浦这边，貝加因膝盖手术无法出场。謝拉特虽然因伤缺席了前面几场比赛，但预计能在超级杯上复出。

## 赛事

### 综述
上半场由拜仁开球，但利物浦率先制造一次良机。欧文在右路将球横传给点球点附近的赫斯基，后者的射门被挡出形成角球。拜仁迅速作出回应，但哈格里夫斯的射门高出横梁。比赛进行到第9分钟，欧文被R·科瓦奇犯规，为利物浦赢得一个任意球，麥亞里士打开出任意球，巴贝尔接球头球攻门将球打高。第14分钟，利物浦中场哈曼从背后放倒薩利哈米季奇，吃到本场比赛首张黄牌。拜仁在上半场中段开始掌控比赛，但先进球的是利物浦。懷斯断下哈格里夫斯的传球，麥亞里士打得球后将球传给謝拉特，后者将球分给右路的欧文，最后由懷斯接到欧文低平球传中后抢点破门。

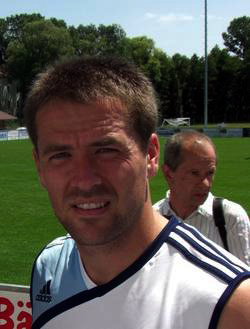
迈克尔·欧文为利物浦打进了第3球，并在赛后被选为最佳球员

拜仁在丢球后立即反攻。杰拉德对利扎拉祖的犯规送给拜仁任意球的机会，但蒂亚姆在接到斯福扎传中后头球打高。利物浦险些再进一球，赫斯基直塞给欧文形成单刀，后者尝试吊射但被对方门将卡恩扑出。随后拜仁这边萨尼奥尔挤开懷斯将球吊向禁区，但埃尔伯的头球偏出。上半场即将结束时利物浦再次发起进攻。哈曼将球交给禁区前沿的赫斯基，后者带球趟过林克和科瓦奇后直面门将，低射将球打进。半场利物浦以2-0领先。
利物浦在下半场开球后13秒再入一球，加歷查长传至对方半场，球在蒂亚姆冒顶后由欧文得到，后者在禁区内右脚停球后再用左脚推射破门。第57分钟薩利哈米季奇接到角球头球破门，为拜仁扳回一球。下半场进行到一半时双方纷纷换人调整。拜仁分别用N·科瓦奇、扬克尔和聖克魯斯换下了斯福扎、皮萨罗和薩利哈米季奇。利物浦则用比斯坎和梅菲换下了杰拉德和里瑟，并开始在中后场倒脚拖延时间。但拜仁在第82分钟将比分差距缩小至1球，替补上场的扬克尔接到埃尔伯传中后头球破门。此后拜仁本有机会扳平，但利扎拉祖的射门被利物浦门将韦斯特维德直接没收。余下的比赛中双方皆无建树，最终利物浦以3-2夺冠。

### 详细
| 2001年8月24日 20:45 CEST |

| 拜仁慕尼黑                    | 2–3  | 利物浦                           |
| ----------------------------- | ---- | -------------------------------- |
| 薩利哈米季奇 57' · 扬克尔 82' | 报告 | 懷斯 23' · 赫斯基 45' · 欧文 46' |

| 摩纳哥 路易二世体育场 觀眾人數：13,824 ： 维托·梅洛·佩雷拉 |

| 拜仁慕尼黑 | 利物浦 |

| GK                | 1  | 奥利弗·卡恩       |  |     |
| RB                | 2  | 威利·萨尼奥尔     |  |     |
| CB                | 6  | 巴勃罗·蒂亚姆     |  |     |
| CB                | 12 | 罗伯特·科瓦奇     |  |     |
| CB                | 25 | 托马斯·林克       |  |     |
| LB                | 3  | 比森特·利扎拉祖   |  |     |
| CM                | 10 | 西里亚科·斯福扎   |  | 66' |
| CM                | 20 | 哈桑·薩利哈米季奇 |  | 72' |
| CM                | 23 | 欧文·哈格里夫斯   |  |     |
| CF                | 9  | 吉奥瓦尼·埃尔伯   |  |     |
| CF                | 14 | 克劳迪奥·皮萨罗   |  | 66' |
| 替补：            |    |                   |  |     |
| GK                | 22 | 贝恩德·德雷尔     |  |     |
| DF                | 4  | 萨穆埃尔·库福尔   |  |     |
| MF                | 8  | 尼科·科瓦奇       |  | 66' |
| MF                | 17 | 托斯滕·芬克       |  |     |
| FW                | 19 | 卡斯滕·扬克尔     |  | 66' |
| FW                | 21 | 亚历山大·齐克勒   |  |     |
| FW                | 24 | 羅克·聖克魯斯     |  | 72' |
| 主教练：          |    |                   |  |     |
| 奥特马·希斯菲尔德 |    |                   |  |     |

| GK            | 1  | 桑德尔·韦斯特维德 |     |     |
| RB            | 6  | 马库斯·巴贝尔     |     |     |
| CB            | 2  | 斯特凡纳·亨科兹   |     |     |
| CB            | 4  | 萨米·海皮亚       |     |     |
| LB            | 23 | 杰米·卡拉格       |     |     |
| RM            | 17 | 史提芬·謝拉特     |     | 66' |
| CM            | 21 | 加利·麥亞里士打   |     |     |
| CM            | 16 | 迪特马尔·哈曼     | 14' |     |
| LM            | 18 | 約翰·懷斯         |     | 70' |
| CF            | 8  | 埃米尔·赫斯基     |     |     |
| CF            | 10 | 迈克尔·欧文       |     | 83' |
| 替补：        |    |                   |     |     |
| GK            | 19 | 佩古伊·阿费沙     |     |     |
| DF            | 27 | 格雷戈里·维尼亚尔 |     |     |
| MF            | 11 | 杰米·雷德克纳普   |     |     |
| MF            | 13 | 丹尼·梅菲         |     | 70' |
| MF            | 25 | 伊格尔·比斯坎     |     | 66' |
| FW            | 9  | 罗比·福勒         |     | 83' |
| FW            | 37 | 亚里·利特马宁     |     |     |
| 主教练：      |    |                   |     |     |
| 热拉尔·乌利耶 |    |                   |     |     |

| 最佳球员： 迈克尔·欧文 （利物浦） 助理裁判： Carlos Manuel Ferreira Matos Jose Manuel Silva Cardinal 第四官员： Antonio Manuel Almeida Costa | 比賽規則 - 90分鐘 - 在法定時間賽和，則進行30分鐘的加時賽 - 若依未能分出勝負則進行互射十二碼 - 7名後備 - 3個換人名額 |

## 赛后
算上上赛季获得的足总杯、联赛杯、联盟杯以及这赛季开始时获得的慈善盾，这场超级杯是利物浦在5个月内获得的第5个冠军。主教练乌利耶称赞了球队的成就，还强调了团结对于夺冠的重要性。欧文得到了赞助商嘉士伯为本场最佳球员颁发的10000欧元支票，并捐给了一家慈善机构。
在输掉这场比赛后，德国球队在欧洲超级杯上的败绩扩大到了7场。主帅希斯菲尔德认为球队防守调整过慢犯下的错误是输球的主要原因，并赞扬了对方的欧文。